# ASL Sport Guyanais
El ASL Sport Guyanais es un equipo de fútbol de Guayana Francesa que juega en la Liga de Fútbol de la Guayana Francesa, la liga de fútbol más importante del país.

## Historia
Fue fundado en el año 1936 en la capital Cayenne y es uno de los equipos más ganadores del país, esto por haber ganado 14 títulos de Liga, 10 títulos de copa y 1 vez finalista de la Copa DOM.
A nivel internacional ha participado en 3 torneos continentales, donde su mejor participación ha sido en la Copa de Campeones de la Concacaf del año 1984, donde avanzó hasta las Semifinales, siendo elimonado por el Violette AC de Haití, lo más lejos que ha llegado un equipo de Guayana Francesa a nivel internacional.
Descendió en la temporada 1997/98 al ubicarse en la última posición entre 12 equipos, pero regresó para la Temporada 2012/13.

## Palmarés
- Campeonato Nacional de la Guayana Francesa: 14

1937, 1945, 1947, 1951/52, 1957/58, 1963/64, 1965/66, 1966/67, 1967/68, 1968/69, 1969/70, 1970/71, 1971/72, 1988/86
- Copa de la Guayana Francesa: 3

1967/68, 1969/70, 1971/72
- Copa Francesa de Guayana: 5

1973, 1982, 1985, 1989, 1993
- Copa Municipal de Cayenne: 2

1969, 1970
- Copa DOM: 0
  - Finalista: 1

1968

## Participación en competiciones de la Concacaf
- Copa de Campeones de la Concacaf: 3 apariciones

1984: semifinales
1988: segunda ronda
1993: primera ronda

## El equipo en la estructura del fútbol francés
- Copa de Francia: 1 aparición

1983: ronda 7